# Thrasymedes dubia
Thrasymedes dubia är en insektsart som beskrevs av Fowler. Thrasymedes dubia ingår i släktet Thrasymedes och familjen hornstritar. Inga underarter finns listade i Catalogue of Life.